# 鷺森神社
鷺森神社（さぎもりじんじゃ、さぎのもりじんじゃ）は京都府京都市左京区修学院宮ノ脇町にある神社。御神号は鬚咫天王（すだてんのう、しゅだてんのう）。
毎年5月4日・5日に例祭「神幸祭」（さんよれ祭）が行われる。境内には離宮御幸震記の御歌日記にある霊元天皇が詠まれた和歌「をりゐるを 見し鷺の森 すきかてに わけきて今日は むかふ神垣」の記念碑がある。この記念碑は文学博士吉沢義則が執筆揮毫したものである。また、素盞嗚尊が詠んだと言われる和歌「八雲立つ 出雲八重垣 妻籠みに 八重垣作る その八重垣を」にちなんだ「八重垣」と呼ばれる石があり、この石に触れ祈ると悪縁を絶ち思う人との良縁が得られることはもとより、夫婦和合や家内安全が授かると言われている。

## 歴史
貞観年間（859年 - 877年）の間に創建されたとされる。最初は比叡山麓、赤山明神の付近に祀られていたが応仁の乱の兵火で罹災し、今の修学院離宮の山林中に移されたが、離宮造営の為、霊元天皇の思召しにより現在の鷺の社に社地を賜り、元禄2年6月御遷座になり修学院、山端の氏神社として今日に至っている。
今では森林浴や紅葉の名所としても知られるようになってきている。

## 所在地
- 京都市左京区修学院宮ノ脇町16[2]
- 電話番号:075-781-6391

## 画像

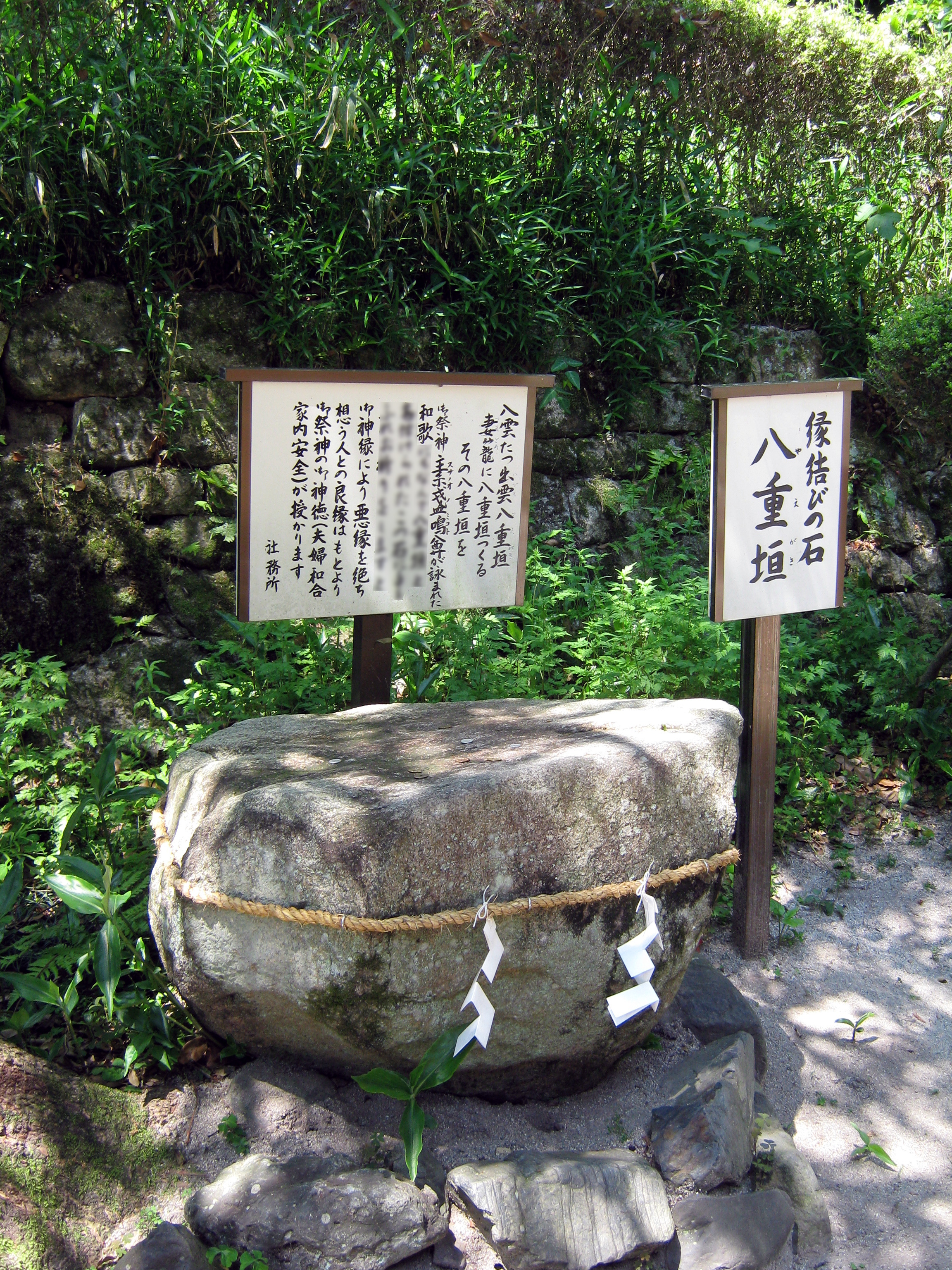
縁結びの石「八重垣」
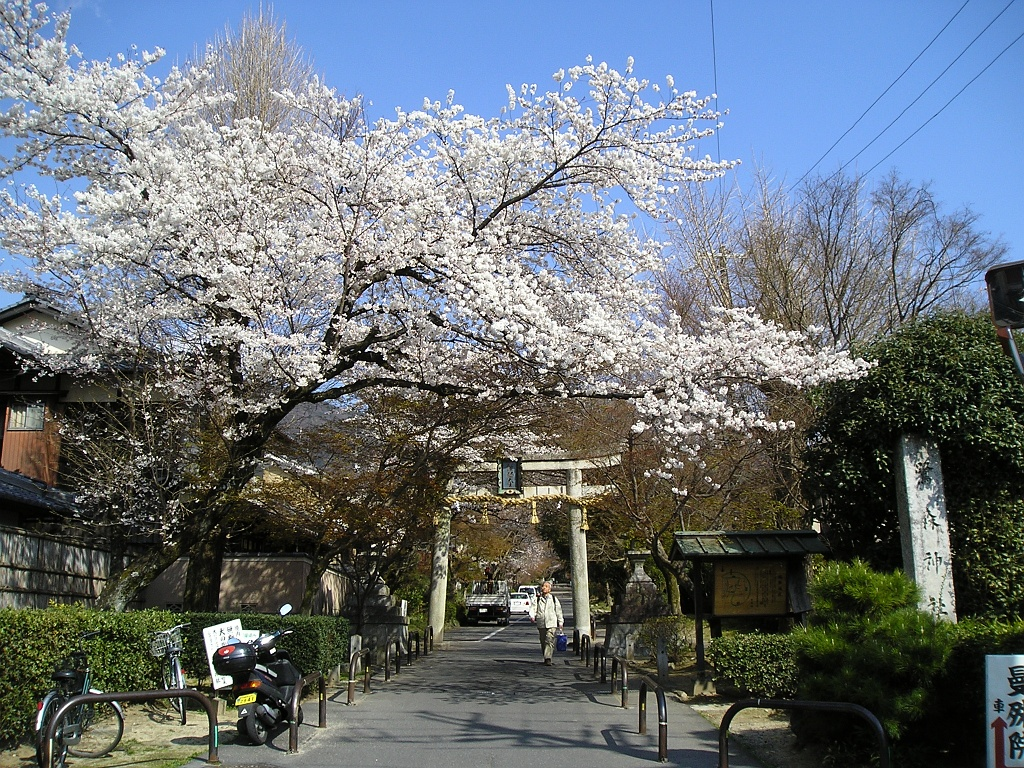
参道

## 交通
- 叡山電鉄叡山本線 修学院駅から徒歩約10分[2]（東へ約800m）。
- 京都市営バス（5・31・北8系統）、京都バス（18系統） 修学院道バス停から徒歩約10分。